# کشتی ترابری گاز طبیعی مایع

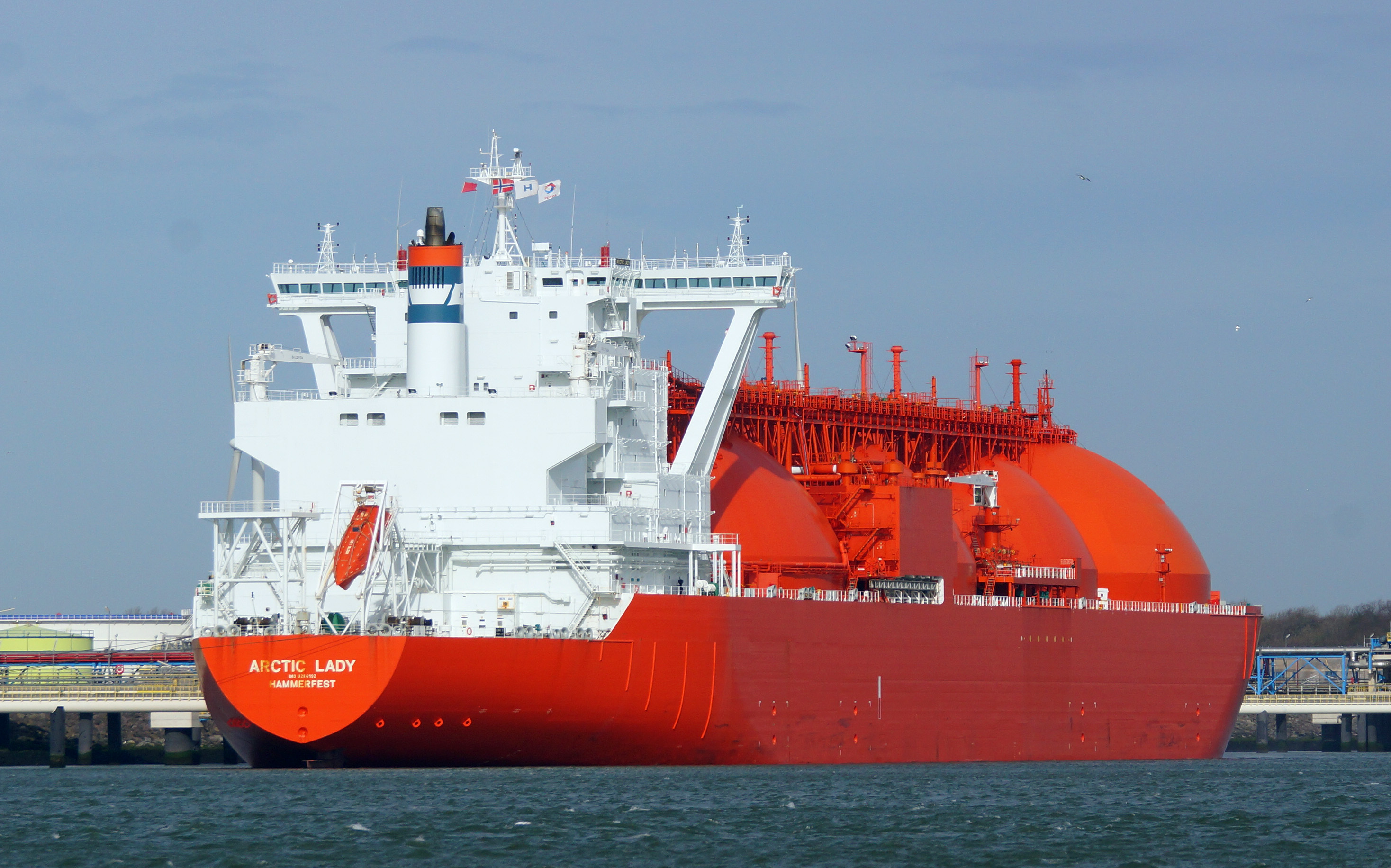
کشتی حمل گاز طبیعی مایع از نوع تانکر کروی

کشتی ترابری گاز طبیعی مایع (به انگلیسی: LNG carrier) یک کشتی نفتکش طراحی‌شده برای ترابری ال‌ان‌جی می‌باشد. بازار گاز طبیعی مایع در سطح کل کشورهای جهان به سرعت در حال رشد بوده همچنین ناوگان ترابری این گونه گاز نیز رشد فوق‌العاده‌ای را تجربه می‌کند.

## تاریخچه
اولین کشتی ترابری گاز طبیعی مایع، متان پایونیر با ظرفیت حمل ۵۰۳۴ تن در تاریخ ۲۵ ژانویه ۱۹۵۹ سواحل رودخانه کالکاسیو در خلیج لوئیزیانا را ترک کرد. این اولین حمل بین‌المللی محموله گاز طبیعی مایع و گذر از اقیانوس اطلس، برای تحویل به بریتانیا بود. توسعه سریع این تجارت تا به امروز، باعث ایجاد و ورود ناوگان کشتی‌های ترابری گاز مایع طبیعی تا ظرفیتهای ۲۶۶٬۰۰۰ مترمکعب، به دنیای دریانوردی و کشتیرانی سراسر جهان شده است. در پایان سال ۲۰۰۵ میلادی در مجموع ۲۰۳ کشتی از این گونه ساخته شده‌اند که تا کنون ۱۹۳ فروند از آنها در حال خدمت می‌باشند. در اواخر سال ۱۹۶۰ میلادی، امکان صادرات ال‌ان‌جی از آلاسکا به ژاپن، مهیا شد و در سال ۱۹۶۹ این تجارت آغاز گردید و برای این منظور، دو کشتی، هر یک با ظرفیت ۷۱٬۵۰۰ متر مکعب، در سوئد ساخته شد. در اوایل ۱۹۷۰، دولت ایالات متحده آمریکا، مؤسسات کشتی‌سازی آمریکایی را تشویق به ساخت کشتی ترابری گاز طبیعی مایع نموده و در این راستا نیز مجموعا ۱۶ کشتی گاز طبیعی مایع ساخته و به این تجارت وارد شدند.

## انواع سیستم ذخیره

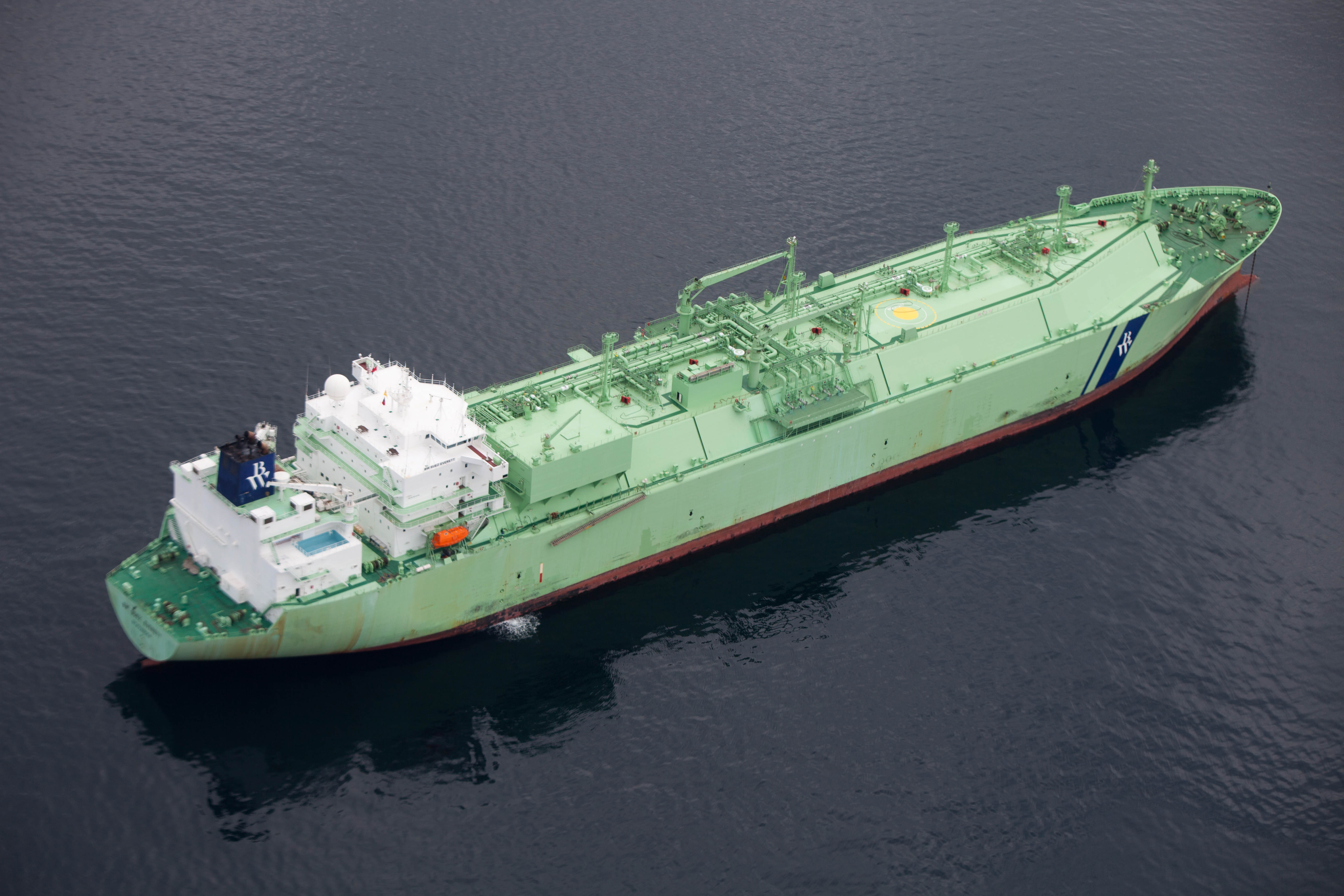
کشتی حمل گاز طبیعی مایع نروژی از نوع تانکر غشائی

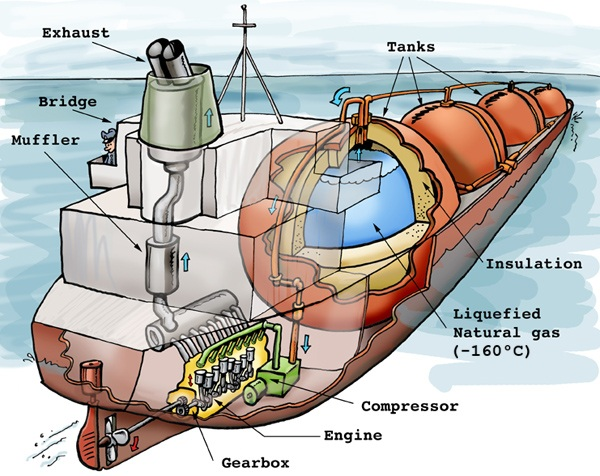
بخش‌های داخلی کشتی حمل گاز طبیعی مایع

امروزه ۴ سیستم برای مهار و ذخیره بی خطر گاز، در کشتی‌های حمل استفاده می‌شود. دو نوع شامل سیستم‌های خودحمایت و دو نوع دیگر شامل سیستم‌های غشایی که نوع اخیر توسط شرکت گاز ترانسپورت اند تکنیگاز (GTT) به ثبت رسیده است. یک روند به سمت استفاده از دو نوع سیستم مختلف غشاء و فرایندهای غشایی به جای سیستم‌های ذخیره‌سازی خود حمایت وجود دارد. علت این موضوع احتمالاً به دلیل استفاده مؤثر از شکل بدنه کشتی است که از هدر رفتن فضا بین مخازن محموله و مخازن بالاست جلوگیری می‌کند. به عنوان یک نتیجه، طراحی نوع ماس - Moss در مقایسه با طراحی غشاء از نظر ظرفیت حمل برابر اما برای حمل از طریق کانال سوئز به مراتب گران‌تر خواهد بود. با این حال، مخازن خود حمایت مستحکم‌تر هستند و دارای مقاومت بیشتری به نیروهای گردشی بوده، و احتمالاً در آینده برای ذخیره‌سازی دریایی که در آن آب و هوای نامناسب (که تولید نیروی گردشی می‌کند) یک عامل بسیار مهم می‌باشد، از این نوع مخازن خواهد شد.

## سفارشات تولید کشتی حامل LNG

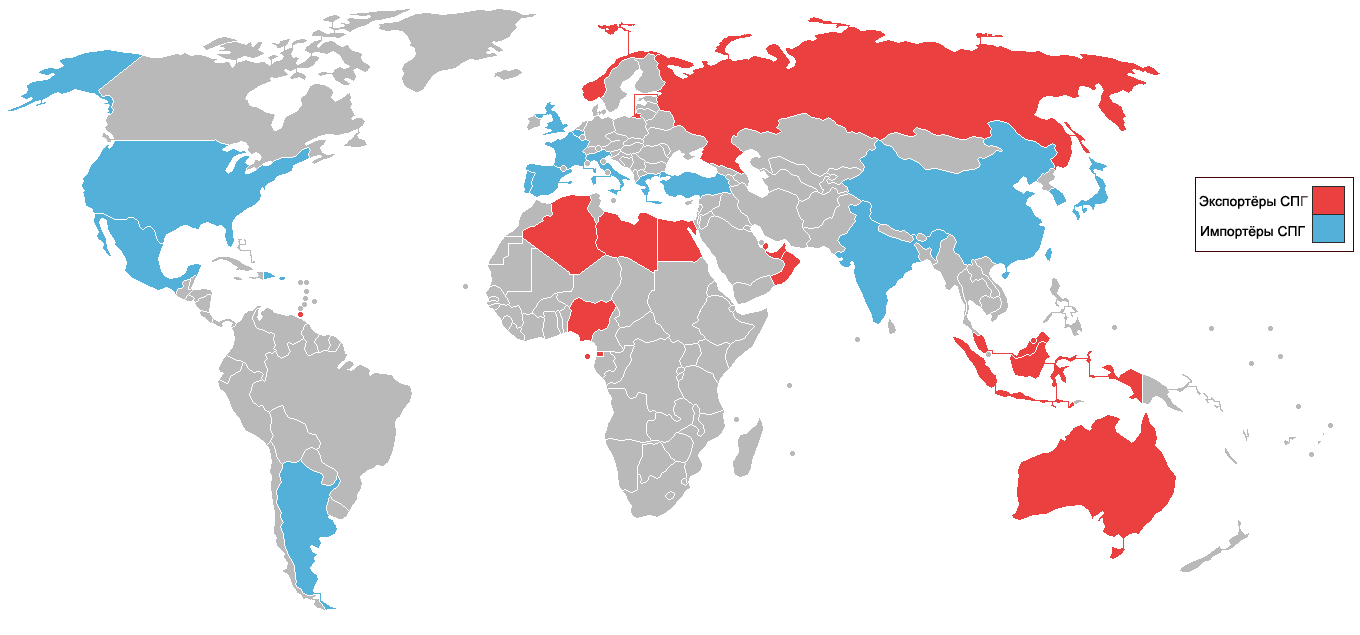
نقشه کشور ها

با توجه به اطلاعات ارائه شده توسط Golar LNG Partners، در ماه ژوئن ۲۰۱۲ میلادی، ۷۲ سفارش جدید ساخت کشتی وجود دارد. امروز اکثر کشتی‌های جدید در دست ساخت در اندازه ۱۲۰٬۰۰۰–۱۴۰٬۰۰۰ مترمکعب هستند اما سفارشات کشتی با ظرفیت تا ۲۶۰٬۰۰۰ مترمکعب نیز وجود دارد. در پایان سال ۲۰۱۱ میلادی، ۳۵۹ کشتی گاز طبیعی مایع فعال در جنبش دریای عمیق مرتبط با ال‌ان‌جی وجود دارد. سه کشور کره جنوبی، ژاپن و چین به ترتیب بزرگ‌ترین کشورهای سازنده کشتی هستند و ۹۰ درصد ساخت کشتی را به خود اختصاص می‌دهند و در بخش کشتی‌های «ال‌ان‌جی»
نیز این موضوع صادق است.

## کشورهای فعال
روسیه با دارا بودن ۲۶ درصد از ذخایر گازی جهان مقام اول، ایران با دارا بودن ۱۶ درصد مقام دوم و قطر با ۱۴ درصد مقام سوم را داراست.
ایران به سرعت در حال برنامه‌ریزی و توسعه منابع گازی خود برای بدست آوردن سهم بازار صادرات گاز می‌باشد. این منابع شامل حوزه پارس جنوبی و شمالی، فردوسی و گلشن است. مجموع ذخایر گازی ایران و قطر در منطقه پارس جنوبی، این دو کشور بزرگ‌ترین کریدور انرژی در منطقه خلیج فارس به شمار می‌آیند.
شرکت نفت قطر، در همکاری با اکسان موبیل، کونوکو فیلیپس، شل، توتال و سایر شرکت‌ها، در مجموع ۷۵ میلیون تن ال‌ان‌جی در سال تولید می‌کند. این تولید توسط یک ناوگان از ۷۸ کشتی با ظرفیت کل ۱۵ میلیون متر مکعب، به بازار جهانی منتقل می‌شود. ژاپن و کره جنوبی از بزرگترین مصرف‌کنندگان ال‌ان‌جی هستند.